# Arnie Oliver
Arnold «Lucky Arnie» Oliver (New Bedford, Estados Unidos, 22 de mayo de 1907 - New Bedford, 16 de octubre de 1993) fue un jugador y entrenador de fútbol estadounidense, hijo de inmigrantes británicos. En su etapa como jugador profesional se desempeñaba como centrocampista ofensivo o delantero.

## Selección nacional
Formó parte del plantel de la selección de fútbol de los Estados Unidos que obtuvo el tercer lugar en la Copa del Mundo de 1930, pero no jugó ningún partido.

### Participaciones en Copas del Mundo
| Mundial                        | Sede    | Resultado    | Partidos | Goles |
| ------------------------------ | ------- | ------------ | -------- | ----- |
| Copa Mundial de Fútbol de 1930 | Uruguay | Tercer lugar | 0        | 0     |

## Clubes

### Como jugador
| Club                     | País           | Año       |
| ------------------------ | -------------- | --------- |
| Shawsheen Indians        | Estados Unidos | 1925-1926 |
| New Bedford Defenders    | Estados Unidos | 1926      |
| New Bedford Whalers      | Estados Unidos | 1926-1927 |
| Hartford Americans       | Estados Unidos | 1927      |
| J&P Coats                | Estados Unidos | 1927-1929 |
| New Bedford Whalers      | Estados Unidos | 1929      |
| Pawtucket Rangers        | Estados Unidos | 1929      |
| Fall River F.C.          | Estados Unidos | 1930      |
| Providence F.C.          | Estados Unidos | 1930      |
| → Fall River FC (cedido) | Estados Unidos | 1931      |
| Pawtucket Rangers        | Estados Unidos | 1931      |
| Santo Christo            | Estados Unidos | ¿-1938    |

### Como entrenador
| Club            | País           | Año       |
| --------------- | -------------- | --------- |
| UMass Dartmouth | Estados Unidos | 1966-1969 |

## Palmarés

### Campeonatos nacionales
| Título                 | Club                  | País           | Año  |
| ---------------------- | --------------------- | -------------- | ---- |
| National Amateur Cup   | New Bedford Defenders | Estados Unidos | 1926 |
| National Challenge Cup | Fall River F.C.       | Estados Unidos | 1930 |
| Lewis Cup              | Fall River F.C.       | Estados Unidos | 1930 |
| American Soccer League | Fall River F.C.       | Estados Unidos | 1930 |

### Distinciones individuales
| Distinción                                     | Año  |
| ---------------------------------------------- | ---- |
| Incluido en el National Soccer Hall of Fame    | 1968 |
| Incluido en el New England Soccer Hall of Fame | 1981 |
| Incluido en el UMass Dartmouth Hall of Fame    | 1997 |